# Due diligence
Due diligence – poddanie przedsiębiorstwa dogłębnej analizie w celu jego wyceny przez inwestora.
Due diligence ma na celu szczegółową ocenę aktualnej sytuacji przedsiębiorstwa oraz określenie istniejącego i potencjalnego ryzyka związanego z planowaną transakcją kapitałową (np. fuzja, przejęcie, wydzielenie lub sprzedaż zorganizowanej części przedsiębiorstwa). Zakres due diligence zależy od specyfiki badanego przedsiębiorstwa (wielkości, struktury itd.). Due diligence stanowi ostatni etap fazy przedtransakcyjnej, po którym następuje faza negocjacji.
Analiza due diligence powinna zapewnić:
- zidentyfikowanie i oszacowanie ryzyka związanego z przyszłą inwestycją,
- określenie specyfiki funkcjonowania przedsiębiorstwa i branży, w tym struktury kosztów, rynku, dostawców i odbiorców itp.,
- wypracowanie strategii negocjacyjnej z kontrahentem,
- zaplanowanie harmonogramu transakcji,
- zwiększenie szans na pomyślne przeprowadzenie transakcji i późniejszej integracji łączonych przedsiębiorstw (w przypadku fuzji lub przejęcia).

## Zakres badania due diligence
| Sfera                                                 | Objaśnienie |
| ----------------------------------------------------- | --- |
| Analiza finansowa                                     | Ocena na podstawie danych sprawozdania finansowego: bilansu, rachunku zysków i strat, sprawozdania z przepływów pieniężnych, informacji dodatkowej, analizy zmian w kapitałach. |
| Analiza prawna                                        | Ocena historii i aktualnego statusu przedsięwzięcia, praw własności, zawartych umów, posiadanych pozwoleń, stanu zobowiązań, postępowań karnych, sądowych, administracyjnych.   |
| Analiza nieruchomości                                 | Status prawny nieruchomości, ich stan techniczny na podstawie opinii i operatów rzeczoznawców majątkowych.                                                                      |
| Analiza obciążeń podatkowych                          | Ocena stopnia regulowania zobowiązań z tytułu podatków i wynikających z tego skutków kontrolnych. Ocena wykorzystania tarczy podatkowej.                                        |
| Analiza zarządzania kapitałem ludzkim                 | Analiza struktury kadrowej według wybranych kryteriów. Ocena procedur indywidualnych ścieżek kariery.                                                                           |
| Analiza techniczna                                    | Ocena stopnia nowoczesności i uniwersalności potencjału wytwórczego i jego wydajności.                                                                                          |
| Analiza organizacji                                   | Identyfikacja i ocena struktur organizacyjnych i ich efektywności. |
| Analiza aspektów psychologicznych i etyczno-moralnych | Ocena kontaktów międzyludzkich, postaw pracowniczych i właścicielskich. |
| Analiza przepływu informacji                          | Ocena sprawności gromadzenia i przepływu informacji oraz identyfikacja barier i niesprawności.                                                                                  |

Do przeprowadzenia badania due diligence angażuje się wykwalifikowane w tych obszarach osoby, zwykle biegłych rewidentów, rzeczoznawców, prawników lub doradców podatkowych. Sam proces przeprowadzania badania najczęściej polega na analizie dotychczasowej dokumentacji podmiotu gospodarczego, także treści stanowiących tajemnicę przedsiębiorstwa. Z tego powodu wykonanie analizy due diligence może być niemożliwe w przypadku transakcji wrogich przejęć.